# Basilepta bicoloripes
Basilepta bicoloripes es un coleóptero de la familia Chrysomelidae.
Fue descrita científicamente por primera vez en 1935 por Pic.